# Charidotis
Charidotis es un género de escarabajos  de la familia Chrysomelidae. En 1854 Boheman describió el género. Contiene las siguientes especies:
- Charidotis diabolica Swietojanska & Borowiec, 2000
- Charidotis gemellata Boheman, 1855
- Charidotis miniata Boheman, 1855
- Charidotis terenosensis Buzzi, 2002
- Charidotis trifasciata Buzzi, 1999
- Charidotis tuberculata Swietojanska & Borowiec, 2000